# Bishop Sankey
Bishop Shaquille Sankey (Wadsworth, 15 settembre 1992) è un ex giocatore di football americano statunitense che ha giocato nel ruolo di running back. Fu scelto nel corso del secondo giro (54º assoluto) del Draft NFL 2014. Al college ha giocato a football all'Università di Washington.

## Carriera professionistica

### Tennessee Titans
Sankey fu scelto nel corso del secondo giro del Draft 2014 dai Tennessee Titans come 54º assoluto, la più alta scelta nella storia del draft per il primo running back ad essere selezionato. Debuttò come professionista subentrando nella vittoria della settimana 1 contro i Kansas City Chiefs correndo 25 yard su 6 tentativi. Segnò il suo primo touchdown nella settimana 4 contro gli Indianapolis Colts. La sua stagione da rookie si concluse guidando i Titans con 569 yard corse e segnando 2 touchdown disputando tutte le 16 partite, di cui 9 come titolare.